# 밤 미시령
《밤 미시령》은 창작과비평사에서 창비시선 260호로 펴낸, 시인 고형렬의 시집이다. 제8회 백석문학상, 제2회 일연문학상, 대한민국 문화예술상(대통령상·문학 부문)을 수상했다.
여는 시는 〈강상(江上) 유람(遊覽)이라면〉이고 닫는 시는 〈경호원 K〉이다.
| “                       | 어쩌면 씌어질 때 이미 나의 손에서 죽었는지도 모른다. | ” |
| — 고형렬, 〈시인의 말〉 |                                                      |   |

| “                                                               | (고형렬이) '아무것도 / 세울 수 없는 텅 빈, 파란, 깊은 / 무소의 공중'과 땅 위를 달리는 호랑이의 모자이크된 육체, 두 지점 사이에서 위태롭게 흔들리고 있다. | ” |
| — 김춘식, 해설 〈모자이크된 육체, 그리고 검은 날개들의 실루엣〉 | |   |

| “                | 시인의 염결한 의지가 이토록 고요하게 격렬한 시들을 낳았다. | ” |
| — 김선우, 뒷표지 |                                                            |   |

### 같이 보기
- 미시령
- 고형렬 (2001년). 《《김포 운호가든집에서》》.